# Cineflix
Cineflix Media es una compañía global de producción y distribución de medios. Con sede en Montreal, Quebec, Canadá, tiene sucursales en Toronto, Nueva York, Londres y Dublín.
Las filiales incluyen Cineflix Rights, con sede en el Reino Unido, que se encarga de la distribución internacional de programación factual y programada.  Cineflix Studios, que proporciona coproducción, cofinanciación y distribución de contenido con guiones para los Estados Unidos, Canadá y los mercados internacionales y Cineflix Productions, su compañía de producción y desarrollo de televisión con sede en Toronto y Nueva York.

## Producciones
- American Pickers
- Copper
- The Deed
- The Deed: Chicago
- The Detectives Club: New Orleans
- The Filthy Rich Guide
- Flipping Virgins
- Food Factory
- Food Factory USA
- Gangland Undercover
- Home Factory
- Mayday: Catástrofes Aéreas
- Mayday: Informe Especial
- Marcella
- Motives & Murders: Cracking the Case
- Pure
- Property Brothers
- Property Brothers: Buying + Selling
- Property Virgins
- Style Factory
- Surviving Evil
- Wynonna Earp
- Zero Hour